# Benidoleig
Benidoleig é um município da Espanha na província de Alicante, Comunidade Valenciana. Tem 7,48 km² de área e em 2021 tinha 1 166 habitantes (densidade: 155,9 hab./km²).

## Demografia
| Variação demográfica do município entre 1991 e 2004 | Variação demográfica do município entre 1991 e 2004 | Variação demográfica do município entre 1991 e 2004 | Variação demográfica do município entre 1991 e 2004 |
| --------------------------------------------------- | --------------------------------------------------- | --------------------------------------------------- | --------------------------------------------------- |
| 1991                                                | 1996                                                | 2001                                                | 2004                                                |
| 800                                                 | 783                                                 | 890                                                 | 995                                                 |